# Бугрино (Калининградская область)
Бугрино (до 1950 — Шарлоттенхоф, нем. Charlottenhof) — посёлок в Гурьевском городском округе Калининградской области. До 2014 года входил в состав Новомосковского сельского поселения.

## История
В 1910 году в Шарлоттенхофе проживал 101 человек .В 1945 Шарлоттенхофе был госпиталь. На данный момент в бывшем госпитале живут люди. В Шарлоттенхофе/Бугрино была братская могила советских солдат. На данный момент памятники были украдены или уничтожены .В 1950 году Шарлоттенхоф был переименован в посёлок Бугрино.

## Население
| 2002 | 2010 | 2011 |
| ---- | ---- | ---- |
| 3    | ↗68  | ↘6   |

В 1910 году в Шарлоттенхофе проживал 101 человек.